# Polaroid
Polaroid Corporation er en amerikansk virksomhed, der producerer forbrugerelektronik og briller. Virksomheden blev grundlagt i 1937 af Edwin H. Land.
Virksomheden er mest berømt for sit instant-kamera, der kom på markedet i 1948 og fortsatte med at være selskabets flagskib indtil produktionen blev indstillet i februar 2008, hvor man besluttede at gå over til digitale kameraer.
Firmaets største marked var dog oprindelig polariserede solbriller.